# Dryopteris sintenisii
Dryopteris sintenisii là một loài thực vật có mạch trong họ Dryopteridaceae. Loài này được (Kuhn & H. Christ) Urb. miêu tả khoa học đầu tiên năm 1903.